# Етрих Таубе
Етрих Таубе је једномоторни моноплан конструисан и направљен у Аустроугарској 1910. године. Намењен обуци пилота и извиђању а у ратним условима је коришћен и као лаки бомбардер.

## Пројектовање и развој
Након кобне несреће немачког пионира ваздухопловства Ота Лилиентала, Иго Етрих (Igo Etrich) (1879 - 1967) и његов отац желели су да направе летећу машину на моторни погон. Зато су 1903. године запослили младог инжењера по имену Франц Ксавер Велс (Franz Xaver Wels) (1873 - 1940) и као плод те сарадње настала је 1905. године једрилица Занониа. Након разлаза Етриха и Велса, Етрих и Карл Илнер (Karl Illner) (1877 - 1935) који им се придружио још 1906. године наставили су рад на пројекту авиона и први кратки лет са аустроугарским моторним авионом обавио је 4. јула 1909. у Винер Нојштату, са својим четвртим прототипом названим Praterspatz (Пратерски врабац). Ова летелица је направила лет дуг 100 метара на висини од 40 метара. Током зиме 1906/07. Етрих и Илнер су редизајнирали једрилицу и почели рад на моторизованом авиону кога су назвали Етрих I. Авион је био завршен октобра 1909. а први пробни лет је обављен 29. новембра 1909. године. Лет је био успешан, авион је прелетео цело поље у Винер Нојштату. Нажалост покварио му се мотор па су прекинули даља тестирања авиона али успешност лета их је охрабрио да смелије почну развијати авион Етрих Таубе, а његов први лет је био већ 6. априла 1910.
Крајем 1910. Етрих је преговарао о лиценци за производњу са Лонером у Аустрији и Румплером у Немачкој. По избијању рата у Европи, 4. августа 1914. године, Таубе је већ био у служби ваздухопловних снага Италије, Немачке и Аустро-Угарске као ваздухоплов за осматрање и обуку, а многи каснији познати немачки пилоти научили су летети на авионима овог типа. У то време Др. Етрих се одрекао ауторских права на дизајну, после спора са Румплером, а то је отворило пут осталим произвођачима авиона да развију и производе разне типове авиона Таубе. Процењује се да је у свету било преко 40 фирми које су производиле овај авион. У Немачкој је произведено највише овох авиона преко 264 а најзначајнији произвођачи су поред Румплера још били и Albatros, DFW, Foker, Gotha, Halberstadt, Jeannin, Kondor, RFG, Krieger, LVG, и Lilbeck Travemuinde. У Аустрији је произведено око 50 авиона Таубе, у компанији Лонер и Иго Етрих. Према укупно је произведено око 500 свих типова Таубе авиона.

### Технички опис
Авион Етрих Таубе II  је једномоторни моноплан мешовите конструкције (дрво и платно). Имао је труп дрвене конструкције обложен платном, правоугаоног попречног пресека који се смањивао почев од кабине према репу. На кљуну авиона је био постављен мотор на коме се налазила дрвена двокрака вучна елиса фиксног корака. Хладњаци мотора су се обично налазили са бочне стране трупа авиона. У авионе су се уграђивали разни мотори углавном Клергет, Мерцедес, Аргус или Аустро-Дајмлер у распону снага од 40 до 120 KS. Иза мотора је била смештена пилотска кабина. Авиони Таубе су се градили као једноседи или двоседи авиони већ према намени. На горњој страни трупа је били постављено крило које је било дрвене конструкције а обложено платном. Изнад пилотске кабине се налазила пирамида направљена од дрвета или метала за коју је сајлама било причвршћено крило. Са доње стране крила се налазила конструкција, везана за труп авиона у облику моста, која је крилу давала одређену крутост. Додатну крутост крилу су давале и сајле које су и са доње стране, крила причвршћавале за труп или носећу конструкцију стајног трапа. Репни део авиона је био троугластог облика и подсећао је на реп птица. Управљање авионом се остваривало деформацијом површине крила и репних површина преко сајли које су биле повезане са управљачем у кабини пилота.
Стајни трап се састојао ос бициклистичких точкова који су се налазили на крутој осовини. На репу се обично налазила еластична дрљача или точак. На крајевима моста су се такође налазили точкови који су онемогућавали да се при слетању удари крилом о ледину.
С обзиром да се овај авион производио у 40-ак фирми и да њихова производња није била везана крутим лиценцним уговорима то су се и ови авиони веома разликовали и по облику, аеродинамици, величини, уграђеном материјалу и технологији израде.

## Оперативно коришћење
Авион Румплер Таубе Д-2 (двосед) којим су управљали Фридрих и Др. Х Елис је летео из Берлина у Париз 7. септембра 1913. Касније, када је Етрих заменио Др. Елиса, 13. септембра наставили су пут из Париза у Лондон. Повратно путовање од Лондона до Берлина - преко Калас-а, Антверпена, Најмигена и Хановера - извршено је од 17. до 20. септембра 1913. Лет је овековечен као „лет пет земаља“.
Прва војна утпотреба авиона Етрих Таубе догодила се 1. новембра 1911. године у Либији када је млади италијански поручник пилот Ђулио Гавоти (итал. Giulio Gavotti) руком из авиона бацио неколико бомби масе од 1,5 kg. на логор турске војске у пустињској оази Аин Зара недалеко од Триполија. У Балканским ратовима почев од 1912. године коришћен је у војне сврхе углавном извиђање а њиме су биле наоружане обе зараћене стране Бугарска и Отоманска империја.
У Првом светском рату авион Етрих Таубе је коришћен на источном, италијанском и балканском ратишту. Августа месеца 1914. године Таубе се брзо доказао као извиђачки авион када је упозорио Немце на напредовање руске војске током битке код Таненбурга. Касније тог месеца коришћен је за бомбардовање када је потпоручник Хидесен бацио пар малих бомби на Париз. Таубе је била стабилна летелица са пријатним летећим карактеристикама, а имајући у виду да је већ коришћен четири године када је избио рат, перформансе за 1914-15 нису биле нимало лоше. Тај рани извиђачки авион Французи су назвали "Невидљива летелица". Због прозрачности провидног платна којим су била обложена крила, Таубе био је готово невидљив када је изнад 400 метара. Први "стелт авион" на свету! Био је један од последњих извиђача из Првог светског рата који је користио за управљање методу деформације крилних површина.
Међутим, маневарске способности овог авиона су биле лоше, и пошто није имао никакво наоружање, (осим револвера или пушака чланова посаде), имао је малу борбену вредност па је коришћен до пролећа 1915. године. Остао је у употреби годину дана или више након тога а коришћен је као авион за обуку пилота.

## Сачувани примерци
- 1. Изложени примерак авиона Етрих Таубе, Техничком музеју у Бечу поклонио је Иго Етрих 1914. године.,
- 2. Jeannin Stahltaube im Technikmuseum Berlin,
- 3. Etrich Rumpler Taube (c/n 19) in the Deutsches Museum.,
- 4. Etrich Taube the Luftwaffenmuseum Berlin-Gatow,
- 5. Etrich Taube у Omaka Aviation Heritage Center, New Zealand.

## Земље које су користиле овај авион
- Аргентина
- Аустроугарска
- Бугарска
- Кина
- Русија
- Немачко царство
- Италија
- Јапан
- Норвешка
- Турска
- Швајцарска